# Katori Masahiko

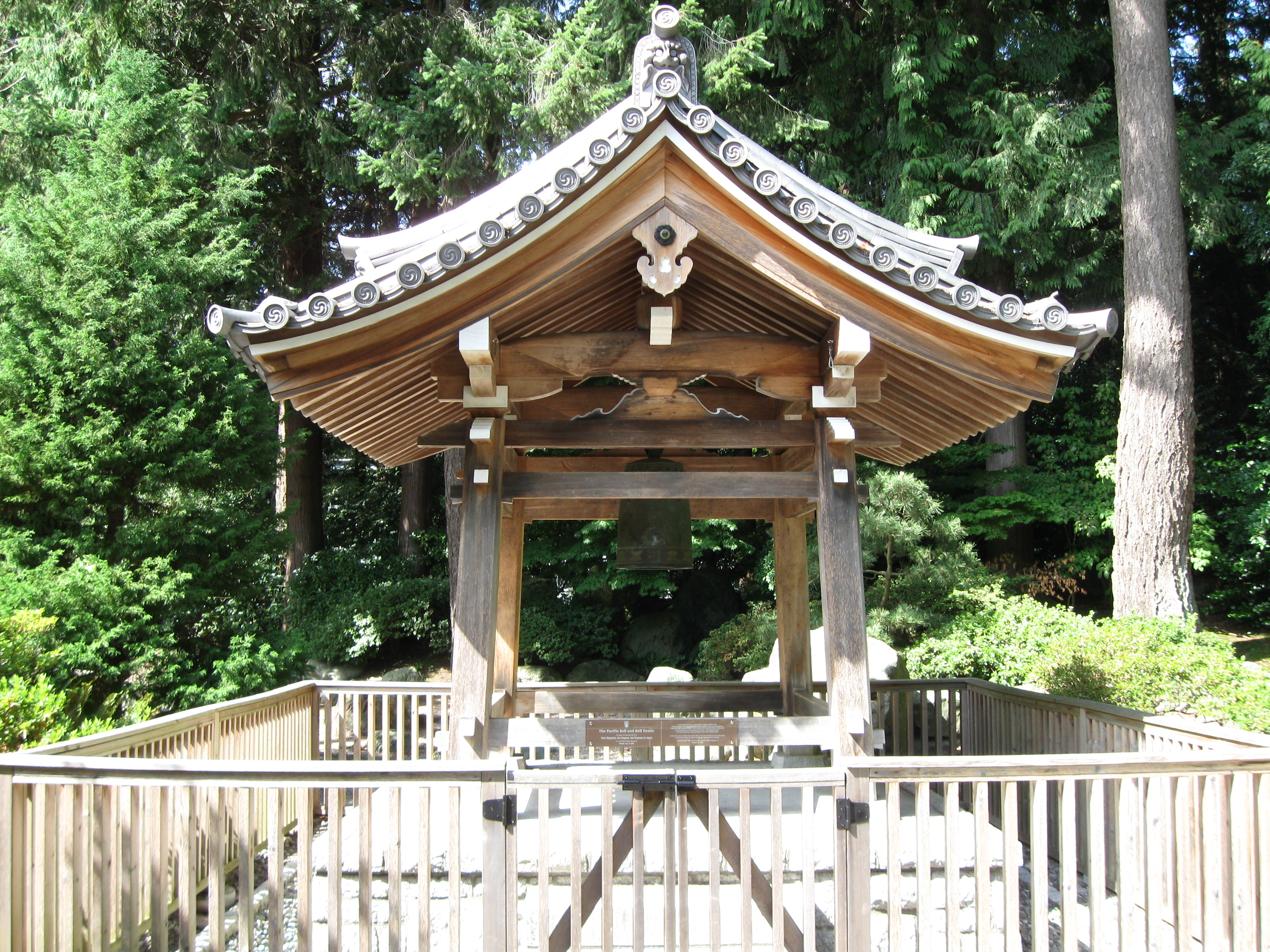
Glockenturm mit einer Glocke von Katori auf dem UBC-Campus in Vancouver.

Katori Masahiko (japanisch 香取正彦; geb. 15. Januar 1899 in Tokio; gest. 19. November 1988) war ein japanischer Kunsthandwerker (Metall) der Shōwa-Zeit.

## Leben und Werk
Katori Masahiko war der älteste Sohn des Kunsthandwerkers Katori Hozuma (香取 秀真; 1874–1954). Zunächst studierte er westliche Malerei an der privaten Kunstschule Taiheiyō gakai kenkyūjo (太平洋画会研究所), lernte aber gleichzeitig bei seinem Vater das Gestalten von Metall-Skulpturen. Er besuchte dann die staatliche Ausbildungsstätte Tōkyō bijutsu gakkō (die Vorgängereinrichtung der Geidai) und machte dort 1925 seinen Abschluss in der Abteilung für Metallarbeiten. Im selben Jahr reichte er einen Beitrag ein auf der „Internationalen Ausstellung für dekorative Künste“ in Paris ein und gewann eine Bronze-Medaille. 1928 wurde eine seiner Arbeiten für die Teiten-Ausstellung angenommen, der dann im Laufe der Jahre weitere angenommene Arbeiten folgten. Auf der 8. Nitten-Ausstellung 1952 stellte er eine Schale aus, auf der ein Drache montiert war. Für dieses Stück wurde er mit dem Preis der Japanische Akademie der Künste ausgezeichnet.
Katori stellte Blumenbehälter, Schalen, Glocken für buddhistische Tempel her, einige der Glocken in Zusammenarbeit mit seinem Vater, die anderen nach dessen Tod – alle in einem eindrucksvollen Stil. – In seinen späteren Jahren wurde Katori aktiv in der Weitergabe traditioneller Handwerkskünste und leitete oft jüngere Künstler an. 1973 erhielt er auf der Ausstellung für traditionelle Künste (伝統工芸, Dentō kōgei) eine Auszeichnung. 1977 wurde er als „Lebender Nationalschatz“ für seine Metallgusstechnik ausgezeichnet.
Zu Katoris weiteren Tätigkeiten gehören die Mitarbeit in der staatlichen Kommission zur Bewahrung von Kulturgütern und die langjährige Leitung der Japan Craft Association. Er ist zudem Autor mehrerer Bücher zur Metallarbeit, darunter Kattori Masahiko Sakuhinshū (香取正彦作品集, „Katori Masahikos gesammelte Werke“) und Rutsubo Koborebanashi (坩堝こぼれ話, „Schmelztiegel-Ankedoten“).